# Bernhard Rhode
Bernhard Rhode (* 14. Januar 1951) ist ein ehemaliger deutscher Fußballspieler, der in den 1970er Jahren für die BSG Stahl Riesa in der DDR-Oberliga, der höchsten Spielklasse im DDR-Fußball, aktiv war.

## Sportliche Laufbahn
Im Alter von 18 Jahren trat Bernhard Rhode erstmals im landesweiten DDR-Fußball auf. Für die zweite Mannschaft des Halleschen FC Chemie bestritt er in der Saison 1969/70 20 von 30 Punktspielen in der zweitklassigen DDR-Liga. Nach neun weiteren DDR-Liga-Spielen in der Spielzeit 1970/71 trat er seinen Wehrdienst in der Nationalen Volksarmee an. Nach dessen Ende schloss er sich dem Oberliga-Absteiger Stahl Riesa an, für den er im Frühjahr 1973 noch sechs Spiele in der DDR-Liga bestritt. Nachdem die BSG Stahl die Aufstiegsrunde zur Oberliga erreicht hatte, war Rhode mit seinen vier Einsätzen in den acht Aufstiegsspielen an der umgehenden Rückkehr in die Oberliga beteiligt. 1973/74 wurde er zwar für die Oberligamannschaft gemeldet, kam aber ausschließlich in der zweiten Riesaer Mannschaft zum Einsatz, mit der er auch nur neun Spiele in der DDR-Liga absolvierte und anschließend mit ihr in die Bezirksliga abstieg. Zur Saison 1974/75 stand er wieder im Oberliga-Aufgebot und bestritt auch seine ersten fünf Oberligaspiele. Dabei stand er allerdings nur einmal in der Startelf, kam aber zweimal zum Torerfolg. Während der übrigen Saison spielte er wieder für Riesa II und erreichte mit der Mannschaft den Wiederaufstieg in die DDR-Liga. 1975/76 verlief wie die Vorsaison, Rhode kam nur in zwei Oberligaspielen zum Einsatz, ohne diesmal ein Tor zu erzielen, und wurde für die zweite Mannschaft in 14 von 22 Zweitligaspielen aufgeboten. Nach vier Spielzeiten mit sieben Oberligaspielen und zwei Toren sowie 34 DDR-Liga-Spielen mit zehn Toren verließ Rhode zum Saisonende Stahl Riesa und wechselte zum DDR-Ligisten Stahl Hennigsdorf. Dort bestritt er 1976/77 nur noch ein Ligaspiel und beendete danach 28-jährig seine Laufbahn als Leistungsfußballer.